# فرودگاه بین‌المللی یانتای چائوشوی

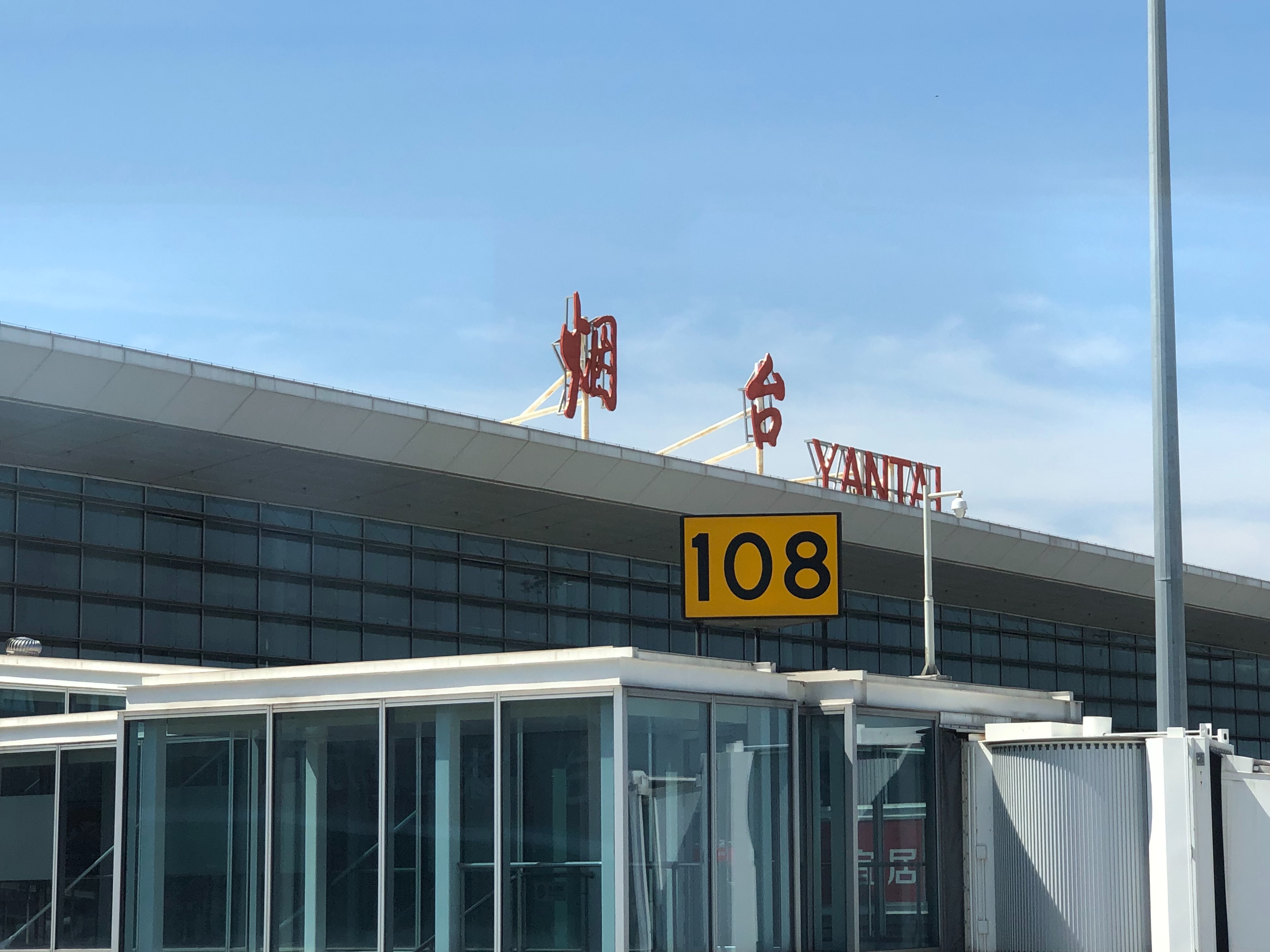
فرودگاه بین‌المللی یانتای چائوشوی

فرودگاه بین‌المللی یانتای چائوشوی  (به انگلیسی: Yantai Chaoshui International Airport) یک فرودگاه همگانی است . این فرودگاه در کشور چین قرار دارد .

## شرکت‌های هواپیمایی و مقصدهای پروازی
| شرکت‌های هواپیمایی                             | مقصدهای پروازی |
| --------------------------------------------- | --- |
| ایر چاینا                                     | پکن، چانگچون لونگییا، چنگدو شوانگلیو، داکینگ سارتیو، هانگجو ژیاشان، ووهان تیانهه |
| آسیانا ایرلاینز                               | اینچئون |
| چاینا ایرلاینز                                | تائویوان تایوان |
| هواپیمایی شرقی چین                            | پکن، چانگ‌بایشان، چانگچون لونگییا, چنگدو شوانگلیو, چنگچینگ ییانگبی, چایفنگ ایولونگ، داندونگ لنگتو, داتنگ بییازاو، هانگجو ژیاشان, هایلار دنگشان، هاربین تایپینگ، هفئی ژینگیاو, جیاموسی دنگجیاو, کونمینگ چانگشوی، لانجو ژنگچوان، Mianyang، مودانجیانگ هایلانگ، نانچانگ چانگبی، نانجینگ لوکو، نینگبو لیشه, شانگهای هونگچیائو، شانگهای پودنگ، شنینگ تخین، شنژن بن، ووسو تائی‌یوان، سانوهه تانگشان، ونچو یونگچیانگ, ووهان تیانهه، شی‌آن شیان‌یانگ، یانجی چائویانگ‌چون، Zhangjiajie، ژنگژو سین‌ژنگ |
| هواپیمایی شرقی چین                            | گیمهی، چوبو سنترایر، کانزای، اینچئون چارتر فصلی: ایرکوتسک |
| هواپیمایی شرقی چین اجرا توسط شانگهای ایرلاینز | شانگهای هونگچیائو |
| هواپیمایی جنوبی چین                           | چانگشا هوانگهوا، چنگدو شوانگلیو، بایون گوآنگجو، هاربین تایپینگ، شانگهای هونگچیائو، شنینگ تخین، ووسو تائی‌یوان, اورومچی دیووپو, شی‌آن شیان‌یانگ |
| چاینا یونایتد ایرلاینز                        | فوکوئوکا (آغاز از ۱ دسامبر ۲۰۱۷)، شیزوکا |
| جوی ایر                                       | هفئی ژینگیاو |
| کورین ایر                                     | اینچئون |
| اوکی ایرویز                                   | چاویانگ، دالیان ژووشویزی، تیانجین بینهای |
| چینگدائو ایرلاینز                             | هوهوت بایتا |
| شاندونگ ایرلاینز                              | سووارنابومی، پکن، چانگچون لونگییا، چنگچینگ ییانگبی، بایون گوآنگجو، گایلین لیانگ‌جیانگ، لانگ‌دونگ‌بائو گوئی‌یانگ، هانگجو ژیاشان، هاربین تایپینگ، جینان یاکیانگ، کونمینگ چانگشوی، نانجینگ لوکو، نانینگ ووژو، شانگهای هونگچیائو، شانگهای پودنگ، شنژن بن، شیاژونگ ژنگدینگ، ووهان تیانهه، زیامن گائوچی، شی‌آن شیان‌یانگ |
| شاندونگ ایرلاینز                              | اینچئون، تائویوان تایوان |
| شنژن ایرلاینز                                 | چانگچون لونگییا، چانگشا هوانگهوا، هاربین تایپینگ، هنگ کنگ، نانجینگ لوکو، شنینگ تخین، شنژن بن |
| سیچوان ایرلاینز                               | شیاژونگ ژنگدینگ |
| اسپرینگ ایرلاینز                              | شانگهای هونگچیائو |
| تیانجین ایرلاینز                              | تیانجین بینهای |
| ژیامن ایرلاینز                                | زیامن گائوچی, هاربین تایپینگ |